# Premi Enric Valor de Narrativa juvenil
El Premi Enric Valor és un premi de narrativa juvenil en català convocat anualment des de l'any 1980 per Edicions del Bullent i l'Ajuntament de Picanya. Els primers anys era un premi de literatura infantil i, a partir de la 8a edició passà a ser de literatura juvenil. El premi té una dotació de 6.000 euros, i des de 2013 un gravat de Rafael Armengol, així com la publicació de l'obra per Edicions del Bullent.

## Treballs guardonats
- 1981 Tres i no res en la boca d'un drac, de Marisa Lacuesta i Contreras[4]
- 1982 En l'olivera dels cimals alts, de Maria Conca[5]
- 1983 La reina calba, de Mercè Company[6]
- 1984 Mitjacua i la sargantana del mar, d'Antoni Torregrossa i Pasqual Alapont[7]
- 1985 Fiiuuu!! de Vicent Pardo[8]
- 1986 Els contes d'un dia de Miquel Mortes i Josep Galan[9]
- 1988 Un segrest per tot el morro de Josep Gregori[10]
- 1990 La devastació Violeta de Joaquim Espinós i Felipe[11]
- 1993 Malgrat la boira de Glòria Llobet[12]
- 1994 Volves i olives de Francesc J. Bodí[13]
- 1995 L'espiadimonis de Miquel Ferrà[14]
- 1996 Crònica de Cissa de Roland Sierra[15]
- 1997 L'art de Raimon d'Àlan Greus[16]
- 1998 Peter Snyder de David Nel·lo[17]
- 1999 El cos del delicte de Francesc J. Bodí[18]
- 2000 Un crim al balneari de Xulio Ricardo Trigo[19]
- 2001 El fantasma de la Torre de Francesc Gisbert[20][21]
- 2002 Sabor a crim de Mariano Casas[22]
- 2003 L'habitació de la Bàrbara, de Montserrat Galícia[23]
- 2004 Ferum de silenci, de Pep Castellano[24]
- 2005 Matinada de llops, de Josep Joan Miralles[25]
- 2006 La germanor del Camí, d'Enric Lluch[26]
- 2007 El secret de Caterina Cremec, de Lourdes Boïgues[27]
- 2008 Els punyals imprecisos, de Xavier Bertran[28][29]
- 2009 La maledicció del graal càtar, de Joan Pla Villar[30]
- 2010 Els papers àrabs, d'Ivan Carbonell[31]
- 2011 Els temps de Sara, de Lucía Arenas[32]
- 2012 Vida, obra i secrets d'Helena Mascort, de Dolors Garcia i Cornellà[33]
- 2013 Vaig fer la maleta un dia de juny, de Cinta Arasa[34]
- 2014 Moisés, estigues quiet, de Lliris Picó[35]
- 2015 Paraules de Júlia de Joan Bustos i Prados[2]
- 2016 Pell de seda de Vicent Sanhermelando[36]
- 2017 La revolta d'Adam de Lourdes Boïgues i Chorro[37]
- 2018 Unes veus a l'altra part del mur de Vicent Enric Belda[38]
- 2019 Expedició al Congo. Bwana Nyani, d'Alfred Sala[39][40][41]
- 2020 Amaga’t dels drons! d'Ester Vizcarra i Fortuny[42]
- 2021 Els secrets de l'Eixample de Mariano Casas[43]
- 2022 Llegenda dels registres de Fàtima Ponsdomènech Calvet[44]
- 2023 Les papallones del kebab de Lliris Picó[45]
- 2024 La setena porta de Roberto Sanz Requena[46]